# 齐武成帝
齊武成帝高湛（537年—569年1月13日），小字步落稽，北齐第四位皇帝，561－565年在位，565 - 569年居太上皇，在位四年，实际掌权八年。東魏權臣高歡第九子，文襄帝高澄、文宣帝高洋、孝昭帝高演之同母弟。

## 生平
高湛少有英姿，幼時极得父親高歡喜愛。北齊建國後，被齊文宣帝封為長廣王。高湛協助其兄高演發動政變廢黜了侄兒高殷。高演本答应高湛事成后立其为皇太弟，繼位後，则转立高百年为太子，令高湛心怀不滿憤恨。高演登基后，迅速开始削弱高湛的权力，使其立刻警惕起来，计划谋反，但最终没有举事。後高演傷病兼身，臨終時為了不讓自己的兒子高百年落得與高殷一樣的命運，決定傳位於弟。561年，高湛繼位，改元太寧，是為武成帝。
武成帝在位时，重用段韶、斛律光、高长恭等名将，曾数次大破北周、突厥入侵，武功赫赫。
齐文宣帝生前，曾命百官勘定北魏《麟趾格》为《齐律》，过了很久也没有成书。文宣帝一朝，军事国事很少有依法律条文行事的，被粉饰为“变法从事”。高湛即位后，意图改革这等弊端，《齐律》便在武成一朝修成，之后的官吏方才开始遵守法令而行；武成帝又命官宦子弟时常讲习诸法，于是北齐人知晓法律者便很多了。。
565年，傳位於太子高緯，尊為太上皇帝，繼續在幕後主政。天统四年十二月崩于邺宫，年三十二歲，谥号武成帝，庙号世祖，葬於永平陵。

## 性格
高湛为人冷酷无情。高洋在位时，异母兄高浚、高涣被诬下狱，关押地牢一年后，高洋在地穴边命令他们和歌，由于恐惧，出声颤栗。文宣帝有所触动，本意赦免二人，不料高湛素与高浚有仇，说道：“猛獸安可出穴？”高洋便沉默不言了。高浚、高涣听闻，高喊高湛小字道：“步落稽，皇天見汝！”左右手下没有不流泪的。高浚、高涣二人后被高洋、刘桃枝用槊乱刺，哭号不止；又被投火烧身而死，状甚凄惨，天下为二人痛惜不已。。
其人亦非常多疑谨慎，即使高演已死，也不轻信王松年所宣布的遗诏。赶往晋阳之前，先遣亲信河南王高孝瑜改换了宫中禁卫，方肯入城。。
其母婁昭君皇太后去世時，宮女獻上白袍，但高湛飲酒作樂如故，拒絕為母親批孝服喪。
高洋皇后李祖娥其子高殷即位，但只有一年便被其叔高演所篡。高演即位為孝昭帝後，將她由皇太后降為昭信皇后，居於昭信宮。後高湛繼位為武成帝後，逼李皇后與之相姦。高湛恐嚇她：「如果妳敢不從，我就殺妳兒子。」李皇后因害怕而答應他，從此頗受寵愛。她懷孕的時候，兒子太原王高紹德到她的宮殿，她避不見面，高紹德便怒言：「兒子难道不知道嗎？您是因為肚子大了，所以不見兒子。」李皇后非常惭愧，等到生下一個女兒，就不养育她掐死她。
高湛見女兒被害，怒不可遏，將高紹德捉到宮里，舉刀怒喝：「妳殺我的女兒，我就殺妳的兒子！」高紹德驚慌求饒，高湛又罵高紹德：「想當年我被你父親毒打，你也沒從來救過我！」當場將高紹德殺死。李皇后大哭起來，高湛更是憤怒，將她衣服全部脫光並胡亂鞭打她，讓她哭天喊地不已。最後將她裝在麻布袋裡，不顾她鮮血淋漓，就丟到渠道裡，任水漂流，昏迷不醒許久才甦醒。用牛車送到妙勝寺出家為尼。北齊滅亡後入關內，隋朝時才得以送還故鄉。

## 后世评价
齐武成帝高湛能驾驭群臣，有帝王之量。其战北周虽有武功，为君也有长远的谋略，但由于亲近小人，作风腐败，素无私德，对北齐国力造成损害也是不争的事实。

## 家庭

### 妻妾

#### 正室
- 闾叱地连，柔然邻和公主
- 胡爱道，北魏司空公、秦太上文宣公胡国珍曾孙女，北魏中书监公胡子仙孙女，北齐左丞相、司徒公、安定惠王胡延之第四女

#### 妾室
- 弘德夫人李氏
- 夫人彭氏，彭荣女，齐安王高廓养母
- 嫔王氏，原为高洋妃嫔
- 嫔卢氏，卢勒叉妹妹，淮南王高仁光养母
- 嫔马氏，被胡皇后所妒，自缢死
- 御女尔朱摩女，先前侍奉太后娄昭君时，与河南王高孝瑜通奸[24]
- 任氏，任祥女，生丹杨王高仁直

### 子女
- 後主高緯
- 南陽王高綽（庶長子）[25]
- 琅邪王、楚恭哀帝高儼
- 齊安王高廓
- 北平王高貞
- 高平王高仁英
- 淮南王高仁光
- 西河王高仁機
- 樂平王高仁邕（高約）
- 潁川王高仁儉
- 安樂王高仁雅
- 丹陽王高仁直（高統）
- 東海王高仁讓
- 永昌公主，第四女，先许婚通直散骑侍郎、姑臧县公段深，未及成婚去世，谥号恭穆，冥婚使持节、都督定州诸军事、定州刺史、仪同三司、太常卿、武陵王尉世兴[26]
- 東安公主
- 一女，李祖娥所生

## 影視創作
| 飾演高湛的演員     | 影視作品                                                 |
| 陳曉、郑伟﹙童年﹚ | 《陸貞傳奇》(于正工作室2013年電視劇)                       |
| 何中华             | 《蘭陵王》(柏合麗娛樂傳媒集團2013年電視劇)               |
| 王争               | 《独孤天下》(北京希世紀影視文化發展有限公司2018年電視劇) |

## 延伸阅读
[在维基数据编辑]
 《北齊書/卷7》，出自李百药《北齊書》
 《北史·卷008》，出自李延壽《北史》